# 西加拉邦联
西加拉邦联，又称马查奥罗莫邦联、西奥罗莫邦联，简称马查奥罗莫、西奥罗米亚，是在第二次意大利—埃塞俄比亚战争期间，阿比西尼亚（今埃塞俄比亚）的一个奥罗莫人分离主义政治实体。该实体试图脱离阿比西尼亚，成为英国的托管地，但未获得任何国际承认。
埃斯米·努尔斯·厄斯金上尉在1928年—1936年担任英国驻戈尔领事。在1935年—1936年的意大利入侵期间，厄斯金协助西奥罗莫邦联的酋长起草并提交申请（很可能由他本人撰写）给国际联盟，请求“在我们实现自治之前，被置于英国托管之下”。他将该申请转交给英国外交部。然而，英国政府拒绝将这些申请转交给国际联盟。